# Chlorospatha cutucuensis
Chlorospatha cutucuensis är en kallaväxtart som beskrevs av Michael T. Madison. Chlorospatha cutucuensis ingår i släktet Chlorospatha och familjen kallaväxter. IUCN kategoriserar arten globalt som starkt hotad.
Artens utbredningsområde är Ecuador. Inga underarter finns listade.